# Simfonia núm. 101 (Haydn)
La Simfonia núm. 101 en re major (Hoboken 1/101) és la novena de les dotze anomenades Simfonies de Londres composta per Joseph Haydn. És popularment coneguda com El rellotge pel ritme de tic-tac del segon moviment.

## Composició, estrena i recepció
Haydn va completar la simfonia el 1793 o 1794 i la va compondre per a la seva segona visita a Londres (1794-1795).
L'obra va ser estrenada el 3 de març de 1794, en el Hanover Square Rooms, com a part d'una sèrie de concerts amb obres de Haydn, organitzats pel seu col·lega i amic, Johann Peter Salomon, una setmana després va tenir lloc una segona actuació.

Com va ocórrer en general amb les Simfonies de Londres, la resposta del públic va ser molt entusiasta. El Morning Chronicle va informar:
| « | Com de costum, la part més deliciosa de l'espectacle va ser una nova gran Obertura [és a dir, simfonia] de Haydn; L'inesgotable, meravellós, i sublim Haydn! Els dos primers moviments es van repetir i el caràcter que impregnava tota la composició va ser de cordial alegria. Cada nova Obertura que compon, ens fa por, fins que se la sent, només pot repetir-la ell mateix i estem cada vegada equivocats. | » |

L'obra sempre ha estat popular i segueix apareixent amb freqüència en programes de concert i en enregistraments del repertori internacional.

## Estructura
L'obra està composta per a dues flautes, dos oboès, dos clarinets, dos fagots, dues trompes, dues trompetes, timbals i secció de cordes.
L'obra té una forma estàndard de quatre moviments:
1. Adagio - Presto
2. Andante
3. Menuetto: Allegretto
4. Vivace